# Thủy điện Nậm Chiến
Thủy điện Nậm Chiến là nhóm thủy điện xây dựng trên dòng Nậm Chiến ở vùng đất các xã Ngọc Chiến, Chiềng Muôn và Chiềng San huyện Mường La, tỉnh Sơn La, Việt Nam .
Năm 2018 Thủy điện Nậm Chiến có 3 bậc hoạt động liên hoàn, tổng công suất lắp máy 235,1 MW.
- Thủy điện Nậm Chiến 1 có công suất lắp máy 200 MW, sản lượng điện hàng năm 791 triệu KWh, khởi công năm 2005, hoàn thành năm 2012 [4]. Nước từ hồ Nậm Chiến dẫn theo tunnel dài trên 11 km đến nhà máy điện ở xã Chiềng Muôn, tạo ra cột nước chênh cao 715 m [5].21°30′58″B 104°06′13″Đ / 21,516038°B 104,103586°Đ
- Thủy điện Nậm Chiến 2 có công suất lắp máy 32 MW, sản lượng điện hàng năm 132,1 triệu KWh, hoàn thành năm 2009, xây dựng ở xã Chiềng San, hoạt động liên hoàn với thủy điện Nậm Chiến 1, với hồ chứa không tích nước lũ [6][7][8].21°29′58″B 104°05′34″Đ / 21,499445°B 104,092862°Đ
- Thủy điện Nậm Chiến 3 có công suất lắp máy 3,5 MW, sản lượng điện hàng năm 10,64 triệu KWh, khởi công tháng 10/2017, hoàn thành tháng 11/2018, xây dựng ở xã Chiềng San, hoạt động liên hoàn với thủy điện Nậm Chiến 2.[9]21°28′44″B 104°04′52″Đ / 21,478823°B 104,080984°Đ

## Thông số kĩ thuật chính
- Dung tích hồ chứa 154 triệu m3 mước.
- Là thủy điện đập Vòm đầu tiên ở Việt Nam.
- Nhà máy sử dụng Tua bin Pelton.
- Đường kính ống dẫn nước áp lực 3,8m chiều dài tuyến năng lượng 10km, đường ống áp lực có  02 đoạn hầm ngang,  mỗi đoạn hầm ngang có 01 giếng nghiêng sâu 175m, tháp điều áp sâu 462m.
- Cột nước áp lực theo tính toán là 638m.
- Tháp điều áp cao 22m, đường kính 12m
- Cửa nhận nước đặt ở cao độ 894,5m đường dẫn nước đến giếng nghiêng hạ nức cốt xuống 550m đến giếng nghiêng 2 cốt cao độ 482m hạ cấp xuống cốt 370m nước dẫn qua ống áp lực đến cao độ 278m là nơi đạt tuốc bin phát điện.

## Nậm Chiến
Nậm Chiến là một phụ lưu của sông Đà, bắt nguồn từ các suối ở dãy núi phía đông xã Nậm Khắt 21°41′8″B 104°16′35″Đ / 21,68556°B 104,27639°Đ huyện Mù Cang Chải tỉnh Yên Bái.
Sông chảy sang xã Ngọc Chiến huyện Mường La tỉnh Sơn La, chảy hướng tây nam và đổ vào bờ trái sông Đà ở thị trấn Ít Ong 21°28′21″B 104°02′13″Đ / 21,47242°B 104,037076°Đ.
Cửa sông Nậm Chiến cách Thủy điện Sơn La không xa.

## Nghịch lý Ngọc Chiến
Tại lưu vực Nậm Chiến có đến 4 thủy điện, còn tại xã Ngọc Chiến nơi đặt hai thủy điện là Nậm Chiến 1 và Nậm Khốt thì năm 2014 dân của 18 bản trong xã chưa được cấp điện, và được gọi là "Nghịch lý Ngọc Chiến" .

## Sự cố liên quan
Thủy điện Nậm Chiến 2 đã xả lũ vào các ngày từ 23 - 25/06/2011, làm vùi lấp nhiều ruộng lúa và hư hỏng một số công trình thủy lợi, cầu treo, công trình dân sinh tại xã Chiềng San, huyện Mường La, tỉnh Sơn La. Do sự không thống nhất được giữa nhà máy và xã về việc đến bù thiệt hại mà sự việc đáng tiếc đã xảy ra vào ngày 25/6 người dân kéo lên mặt đập thủy điện, đuổi cán bộ công nhân viên của nhà máy đang làm nhiệm vụ xả lũ. Sự việc chỉ dịu lại khi UBND huyện Mường La đến giải quyết .

## Chỉ dẫn
1. ↑  Trong tiếng Tày-Thái "Nậm" đã có nghĩa là nước, sông, suối.